# Der Flug der Regenvögel
Der Flug der Regenvögel (Originaltitel: Een vlucht regenwulpen) ist eine Romanverfilmung aus dem Jahr 1981 des niederländischen Romans Een vlucht regenwulpen von Maarten ’t Hart. Der psychologische Film mit stark autobiografischen Zügen erzählt die traumatisierenden Kindheits- und Jugenderlebnisse der Hauptperson Maarten (’t Hart), deren späte Verarbeitung im Erwachsenenalter und das Erwachsenwerden.

## Handlung
Der 34-jährige Maarten ist erfolgreicher Mikrobiologe, der sich mit dem Klonen von Lebewesen ohne geschlechtliche Fortpflanzung beschäftigt. Eines Nachts träumt er, er müsse sterben, wenn er nicht innerhalb von sieben Tagen zu einer Frau eine sexuelle Beziehung aufgebaut hat. Aufgrund seiner streng calvinistischen Erziehung, durch die niemals geklärte Beziehung zu seiner Jugendliebe Martha und durch seine enge Bindung an seine schwerkranken Mutter ist Maarten bisher nicht an einer Beziehung zu einer Frau interessiert gewesen. Durch die Hilfe seines brutalen Alter Ego beginnt Maarten Dinge zu unternehmen, die er sich zuvor nie getraut hätte. Während der siebentägigen Suche, holen ihn die wichtigsten Jugenderinnerungen wieder ein und er überwindet schließlich seine Kindheitstraumata.

## Romanvorlage
Der Roman Een vlucht regenwulpen erschien 1978 im Verlag De Arbeiderpers in Amsterdam. Er markiert den Beginn der erfolgreichen schriftstellerischen Karriere Maarten ’t Harts. Es ist einer der meistgelesenen Romane in den Niederlanden. Im Jahr 2014 erhielt Maarten ’t Hart für das Millionste gedruckte Exemplar dieses Romans die Ehrung „Diamanten Boek“ (dt.: Diamantenes Buch) überreicht. Die deutsche Übersetzung von 1988 wurde durch Waltraud Hüsmert besorgt und hat den Titel Ein Schwarm Regenbrachvögel. Sie erschien 1988 im Suhrkamp-Verlag.